# Petri Oravainen
Petri Oravainen est un footballeur finlandais, né le 26 janvier 1983 à Helsinki en Finlande. Il évolue comme attaquant.

## Palmarès
HJK Helsinki
- Championnat de Finlande
  - Champion (3) : 2002, 2003, 2009
- Coupe de Finlande
  - Vainqueur (2) : 2003, 2008